# Ken Read

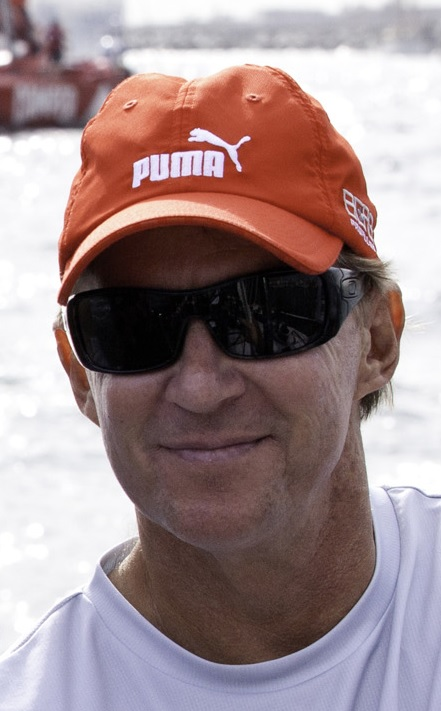
Ken Read i oktober 2011.

Kenneth "Ken" Read, född 24 juni 1961 i Newport i Rhode Island, är en amerikansk framgångsrik seglare. Han utsågs till "USA Rolex Yachtsman of the Year" två gånger (1985, 1995) och har över 40 världs-, nordamerikanska-, och nationella medaljer på sin meritlista i olika klasser, inklusive J/24 och Etchells 22. Under tiden som han seglade för Boston University (Boston, MA. USA), vann Read Collegiate All American tre gånger; 1981, 82, 83. Han blev även medlem i BU Hall of Fame. Read vann också "Everett B. Morris Trophy", samt tilldelades ICSA:s College Sailor of the Year 1982.
Read var rorsman två gånger (2000, 2003) ombord på Dennis Conner's Stars & Stripes i America's Cup. Han tjänstgjorde också som strateg och coach för Young America när de deltog 1999 i America's Cup.
Hans karriär inom offshoresegling började när han gick med i Ericsson Racing Team och seglade de sista fyra bena i Volvo Ocean Race 2005-2006.
Read var skeppare i Puma Racing Team's il Mostro i 2008-2009 års upplaga av Volvo Ocean Race, och detta var hans första sin första kompletta segling inom VOR. När detta skedde tog Read ett sabbatsår från sin vardagliga uppgift som vice ordförande i segelmakeriet , North Sails North America.